# Tarquinia bianco secco
Il Tarquinia bianco secco è un vino DOC la cui produzione è consentita nelle province di Roma e Viterbo.

## Caratteristiche organolettiche
- colore: giallo paglierino più o meno intenso
- odore: vinoso, gradevole, delicato
- sapore: secco, pieno armonico

## Produzione
Provincia, stagione, volume in ettolitri
- Viterbo  (1996/97)  43,82